# Pinacoteca provinciale di Salerno
La Pinacoteca Provinciale si trova sulla via dei Mercanti, nel cuore storico di Salerno, a poca distanza dal duomo.
Al suo interno, nello storico Palazzo Pinto vi sono pregevoli opere che vanno dal Rinascimento alla prima metà del Novecento. Nella sezione rinascimentale ritroviamo le tavole di Andrea Sabatini da Salerno e del Maestro della Incoronazione di Eboli. Di grande interesse sono le tele seicentesche di Giovanni Battista Caracciolo, Andrea De Lioni, Carlo Rosa. Del Settecento sono le tele di Francesco Solimena e della sua Accademia. Molti i dipinti di pittori salernitani e i cosiddetti costaioli, vissuti tra la seconda metà dell’Ottocento e il Novecento. Una sezione è dedicata agli artisti stranieri, di particolare importanza in una provincia come quella salernitana che dal Cilento alla costiera amalfitana è stata percorsa dagli eredi del Gran Tour.

## La sede
Il palazzo sorge sulla trafficata via dei Mercanti a non molta distanza dal Duomo; la sua costruzione risale al 1600 e, come attesta un documento del 1754, ha subito nel tempo vari ampliamenti, con l'aggiunta di due botteghe, cortile aperto, stalla, rimessa e due appartamenti, di 12/16 stanze, più galleria e loggia. Nel 1756 diventa di proprietà della famiglia Pinto; alla morte di Gennaro Pinto (1916) con lascito testamentario viene donato alla provincia di Salerno. Nel corso degli interventi di restauro sono state rimosse dalle scale due opere scultoree, adesso conservate al museo diocesano; resti delle strutture del XII secolo sono riconoscibili nelle decorazioni degli archi a tarsie di tufo giallo e grigio. La loggia del primo piano, inoltre, dopo le modifiche del seicento, è stata riscoperta durante gli ultimi interventi di restauro ed è risultata essere un unicum con l'arco catalano a sesto ribassato visibile verso via Duomo.

## La nascita della Pinacoteca
La pinacoteca provinciale di Salerno è ubicata al primo piano del seicentesco palazzo Pinto dimora gentilizia di una delle famiglie nobiliari più importanti di Salerno. La storia della pinacoteca rappresenta una tappa fondamentale per l'amministrazione provinciale di Salerno, impegnata non solo nel recupero nella valorizzazione delle opere pittoriche ma anche restauro dello stesso palazzo contenitore. Il 18 marzo del 2001 la pinacoteca è stata aperta al pubblico ma il suo patrimonio si è costituito a partire dagli anni tra il 1927 e il 1938 con l'acquisizione la donazione di opere databili dal XV al XVIII secolo; ad esso contribuì anche la collezione Pinto, donata insieme al primo piano dell'omonimo palazzo. Nel 1999 si è formato il primo nucleo della sezione degli artisti stranieri, ampliata nel tempo e di particolare importanza nella storia della provincia salernitana, meta di viaggiatori stranieri fin dai tempi del Grand Tour.

### Il percorso espositivo
Il percorso di visita ha inizio con la scultura di Gaetano Chiaromonte Sensazione (1933). L'esposizione si articola in tre sezioni, suddivise secondo un criterio cronologico: dal Quattrocento al Settecento, Salernitani e Costaioli, Artisti Stranieri.

#### Sezione dal Quattrocento al Settecento
I dipinti della prima sezione possono essere suddivisi in tre gruppi: Dal Rinascimento meridionale al tardo Manierismo (XV-XVII sec.), dal Naturalismo caravaggesco al Tardobarocco giordanesco (XVII-XVIII sec.), dall'Accademia delle Solimena alla pittura di genere (XVIII secolo). Il primo gruppo abbraccia un periodo di grande importanza per la storia dell'arte, che va dallo sviluppo della cultura artistica rinascimentale, nella quale emergono una diversa concezione dello spazio e del colore nella ricerca della perfezione prospettica, alla pittura di maniera, in cui l'artista riprende il linguaggio dei grandi maestri ricercando la complessità per dimostrare la sua abilità con torsioni e contrasti molto forti. 
Il gruppo pittorico che va dal XVII al XVIII secolo comprende opere che si rifanno naturalismo caravaggesco. Alcuni esempi sono Salomè con la testa del Battista della bottega di Battistello Caracciolo e il mezzo busto di San Paolo di una seguace del Caracciolo. Appartengono a questo gruppo anche l'Apparizione di San Giacomo di Andrea De Lione e le tele raffiguranti temi del vecchio testamento.
Un chiaro riferimento all'Accademia del Solimena, fondata alla fine del Seicento sull'esempio di modelli romani, è nella tela di Leonardo Antonio Olivieri Madonna con bambino San Giovannino, che si rifà alla lezione del Maratta e alle austere forme del classicismo di fine Seicento.
Nel settore delle nature morte trova collocazione una serie di tele recuperate attraverso complessi interventi di restauro tra cui Natura morta su sfondo paesaggistico di Francesco della Questa, Natura morta con interno di cucina di Nicola Maria Recco, Cacciagione su sfondi paesaggio e Cacciagione di Baldassarre De Caro, Angurie con colombe di un ignoto pittore napoletano.

#### Sezione Salernitani e Costaioli
La sezione espone opere acquistate della provincia di Salerno a partire dal 1927, data che segna la chiusura della "Prima mostra fra artisti del Salernitano". Appartiene a questa sezione un gruppo di dipinti raggruppati sotto il nome di Salernitani e Costaioli, essendone autori artisti nativi di Salerno e della costiera amalfitana: i salernitani Raffaele Tafuri, Gaetano Esposito, Gaetano d'Agostino, Pasquale Avallone, Guglielmo Beraglia, Olga Schiavo, Clemente Tafuri, Olga Napoli e i costaioli Gaetano Capone, Antonio Ferrigno, Luigi Paolillo, Luca Albino, Manfredi Nicoletti. Il percorso espositivo traccia un itinerario di tipo tematico e non per autore, suggerendo come artisti si ispirassero tutti a temi ricorrenti, che vanno dai passaggi a folklore locale, ai ritratti di parenti, amici o notabili.
Oltre ai pittori già citati, sono presenti anche opere di: Andrea Sabatini, Carlo Rosa, Severo Ierace, Marco Pino da Siena, Giuseppe Simonelli, Francesco Guarini, Pietro Bardellino, Ludovico De Majo, Paolo De Matteis, Cristofaro Faffeo, Giovanni Demio ed altri ancora.

#### Sezione degli Artisti Stranieri
La sezione si è costituita partire dal 1999, con l'acquisto di cinque acqueforti e tre acquarelli dell'artista austriaco Peter Willburger; oggi vanta una raccolta di 52 opere di 11 diversi artisti grazie ad acquisti, donazioni e recuperi che si sono succeduti negli anni. Il territorio salernitano è sempre stato meta di viaggiatori stranieri, dagli anni del Grand Tour, con il rinnovato interesse della civiltà magno-greca in seguito la "riscoperta" di Paestum, al secondo conflitto mondiale quando soprattutto la costa di Amalfi ha raccolto tanti esuli in fuga dai regimi totalitari. Proprio il paesaggio costiero è un tema ricorrente nella produzione di questi artisti, insieme alla rappresentazione di scena di vita quotidiana e alle bianche casa a cupola mediterranee affacciate sul mare, tipiche dei paesi della costiera amalfitana.
Tra gli altri ci sono opere di Stefan Andres, Lisel Oppel, Michael Theile, Irene Kowaliska, Kurt Craemer e Richard Dolker.